# Đinh Vương Duy
Đinh Vương Duy (26 de octubre de 1981) es un deportista vietnamita que compitió en taekwondo. Ganó una medalla de plata en los Juegos Asiáticos de 2002 en la categoría de –78 kg.

## Palmarés internacional
| Juegos Asiáticos | Juegos Asiáticos      | Juegos Asiáticos | Juegos Asiáticos |
| Año              | Lugar                 | Medalla          | Categoría        |
| ---------------- | --------------------- | ---------------- | ---------------- |
| 2002             | Busan (Corea del Sur) | Medalla de plata | –78 kg           |